# Duch demokratycznego kapitalizmu
Duch demokratycznego kapitalizmu – dzieło amerykańskiego politologa i filozofa katolickiego Michaela Novaka, będące próbą powiązania społecznej nauki Kościoła z gospodarką wolnorynkową, wydane w 1982 roku.
Novak dowodzi, że kapitalizm stanowi wcielenie w życie idei miłości bliźniego, propagowanej w ramach katolicyzmu. Zysk w jego mniemaniu jest jedynie skutkiem ubocznym rozwoju, który umożliwia zapewnienie ludzkości dobrobytu.